# Programação (música)

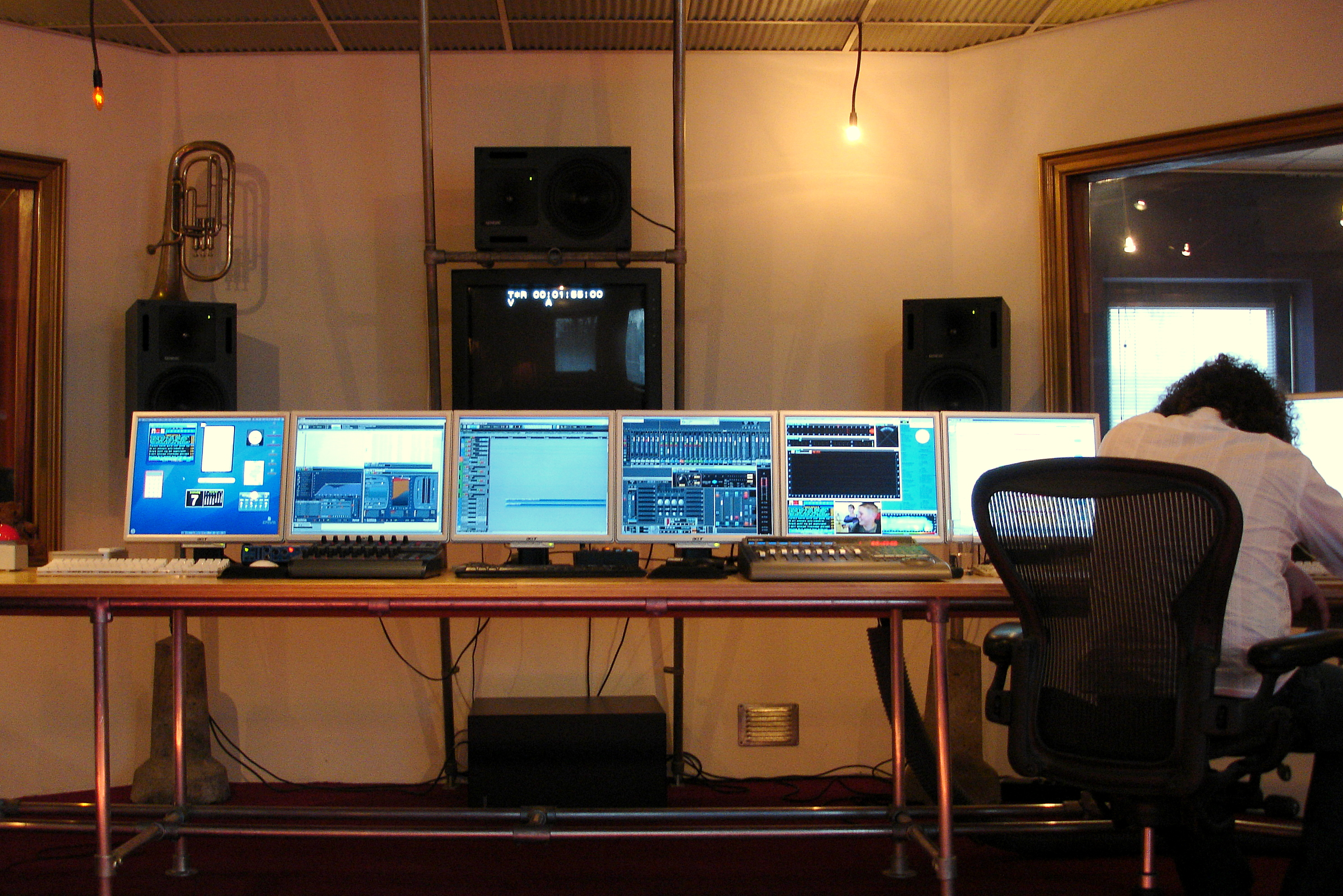
Sala/estúdio de programação musical

A programação musical é uma forma de produção e performance musical moderna com o auxílio de dispositivos eletrônicos, como um sequenciador. Esses dispositivos destinam-se a produzir o som de instrumentos musicais; dessa maneira, geralmente é possível imitar inúmeros instrumentos diferentes ao mesmo tempo ou alternadamente com apenas um único dispositivo eletrônico, fiel ao original ou distorcido conforme desejado. A programação tem sido usada em grande parte da música eletrônica e no hip-hop desde os anos 90. Mesmo no pop moderno a música é cada vez mais usada no rock de várias regiões do mundo, ocasionalmente até no jazz e na música clássica moderna (por exemplo, música de filme). No século XXI, estilos inteiros de música Screamo e Metalcore foram baseados em programação musical, conhecidos como Crunkcore e Electronicore.